# Herbert L. Strauss
Herbert Leopold Strauss, „Herb“, (geboren 26. März 1936 in Aachen; gestorben 2. Dezember 2014 in Berkeley) war ein US-amerikanischer Physikochemiker und Hochschullehrer.

## Leben
Herbert Leopold Strauss entstammte einer jüdischen Familie. Er war ein Sohn des Maklers Karl (später: Charles) Strauss und der Johanna Goldschmidt, sein 1937 geborener Bruder Walter Alexander Strauss wurde Mathematiker. Strauss’ Mutter floh 1939 mit den Kindern nach England, sein Vater wurde 1939 von den Nationalsozialisten verhaftet und konnte nach der Haftentlassung nachkommen. Gemeinsam glückte ihnen 1940 die Überfahrt in die USA. Herbert Strauss heiratete 1960 die Schriftstellerin Carolyn North Cooper, sie haben drei Kinder.
Strauss wuchs in Queens auf. Er studierte Chemie an der Columbia University, machte 1957 einen B.A. und wurde 1960 promoviert. Sein Postdoc-Jahr verbrachte er an der University of Oxford und ging danach als Assistant Professor an das College of Chemistry der University of California, Berkeley, wo er sein berufliches Leben verbrachte, 1973 Professor wurde und 2003 emeritiert wurde. Auch danach nahm er noch bis zu seinem Tod Lehraufgaben wahr.
Strauss entwickelte die Spektroskopie als Untersuchungsmethode weiter.
Strauss verfasste das Lehrbuch Quantum Mechanics: An Introduction und war zwischen 1976 und 2000 Herausgeber der Annual Reviews of Physical Chemistry. Er war seit 1959 Mitglied in der American Chemical Society (ACS) und seit 1976 Fellow in der American Physical Society (APS). Strauss erhielt 1994 den Bomem-Michelson Award und den Ellis R. Lippincott Award.
Er war ein passionierter Radfahrer.

## Schriften (Auswahl)
- Quantum Mechanics, an Introduction. Prentice-Hall, 1968